# Enrique Viciano Bellmunt
Enrique Viciano Bellmunt (Castelló de la Plana, 15 d'octubre de 1952) és un guionista, director i productor de cinema valencià.

## Trajectòria
Enric Viciano (Castelló de la Plana, 15 d'octubre de 1952) és guionista, director, productor de cinema i televisió, i fotògraf.
Va finalitzar el Batxiller en l'Institut Francisco Tárrega de Vila-real (1971/1972). En aquest últim, i per recomanació del seu professor de literatura, després de les seves experiències en teatre sobre obres de Bertolt Brecht, li recomana estudiar arts visuals.
Amb motiu de la recomanació anterior viatja a Almeria en l'estiu de 1972 i participa com a meritori de direcció en la coproducció hispà-italiana-americana Los cuatro de Fort Apache, dirigida per Giuseppe Rossati i interpretada per Stephen Boyd, Gianni Garko, Howard Ross, Simón Andreu, Alfredo Mayo i Teresa Gimpera.
Després d'aquesta experiència intenta entrar a l’Escola Oficial de Cinematografia (EOC) situada en la Dehesa de la Villa, les últimes promocions de la qual s'extingeixen a partir de 1972, atès que l'ensenyament del cinema s'incorpora a la Facultat de Ciències de la Informació en la Universitat Complutense de Madrid. L'EOC tancarà les portes en 1976.
És llicenciat en Ciències de la Imatge, Cinema i Televisió (Universitat Complutense de Madrid, 1972-1977), a les aules coincideix amb els cineastes: Fernando Trueba, Oscar Ladoire, Antonio Resines, Jaime Barroso, Juan Molina o el crític cinematogràfic Carlos Boyero, tots ells van participar en el curt d'iniciació La retención que va dirigir Óscar Ladoire (1978) interpretat per Quique San Francisco, Manuela Camacho, Antonio Resines i Jaime Chavarri, i amb so de Polo Aledo. A aquest grup s'afegeix una generació de professionals i estudiosos del cinema, com Juan Antonio “Juancho” Martínez-Breton o José Flor.
En 1977 obté el carnet de fotògraf professional de l’Associació de Fotògrafs Professionals del Sindicat Nacional del Paper i Arts Gràfiques i es gradua en Tecnologia Fotogràfica per l'institut TECHNE.
Entre 1977 i 1978 realitza el servei militar (Infanteria de Marina), com a tècnic de laboratori fotogràfic de l'Armada en el Ministeri de Marina, Madrid.
En 1977 du a terme una perfomance fotogràfica amb alguns membres del Grup del Yucatán, concretament, amb Fernando Trueba i Oscar Ladoire. Algunes d'aquestes fotografies van ser publicades més tard per El País.
En 1978 es trasllada a viure a Barcelona. I en 1979 opta a una plaça com a professor en la Universitat Autònoma de Barcelona, en el tribunal de la qual estaven Xabier Elorriaga i Romà Gubern. La plaça la va assolir Tomás Delclós, més tard redactor d'El País, amb aquest resultat Román Gubern cedeix a Viciano la plaça que li havien ofert en la Universitat Central de Barcelona.
En 1979, La Vanguardia dedica una pàgina a autoretrats de fotògrafs catalans, en aquesta publicació apareixen autoretrats de Joan Fontcuberta, Juan José Gómez Molina, Manel Úbeda, Pep Rigol i Enric Viciano.
Ha estat professor i investigador de 'Semiòtica del Cinema' i 'Producció cinematogràfica' (Universitat Central de Barcelona, 1979-1987). Màster en Gestió de la Producció Audiovisual (Universitat de València, 1999-2000). Màster en Direcció d'Empreses Audiovisuals (Institut d'Empresa, 2000-2001). Màster en Interculturalitat i Polítiques Comunicatives en la Societat de la Informació (Universitat de València, 2012-2013).

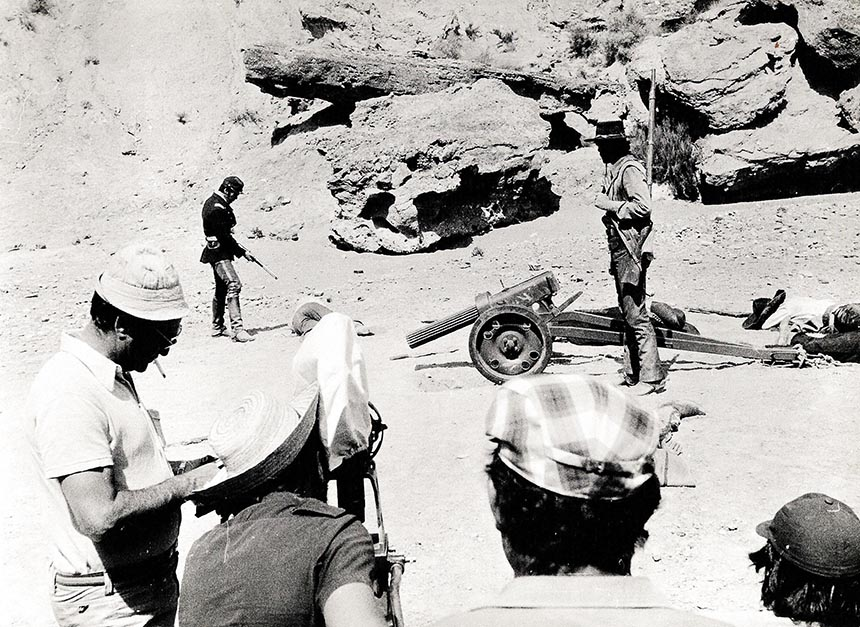
Rodatge de Cuatro de Fort Apache. Almería. 1972

En la Universitat Central de Barcelona, Facultat de Belles Arts, Secció d'Art i Cultura Visual, Enric Viciano coincidirà en el Departament amb els fotògrafs Joan Foncuberta i Manuel Laguillo i amb el catedràtic Juan José Gómez Molina.
Durant els anys 1980 a 1983 acomplirà una intensa activitat fotogràfica, coincidint amb el naixement de la Primavera Fotogràfica, i exposant fotografia en diferents galeries de Catalunya, Comunitat Valenciana i Madrid. En aquest període coincidirà a més dels esmentats amb: Cristina Zelich, Ferran Freixa, Pep Rigol, Lluis Casals, Manel Úbeda, Eduard Olivella, Núria Amat i Manel Serra. Les col·leccions Albocàsser, un poble al Pais Valencià, Cos Humà i El color en l'Arquitectura mediterrània donen bon compte d'això, van ser donades en 1983 a l'Institut d’Estudis Fotogràfics de Catalunya.

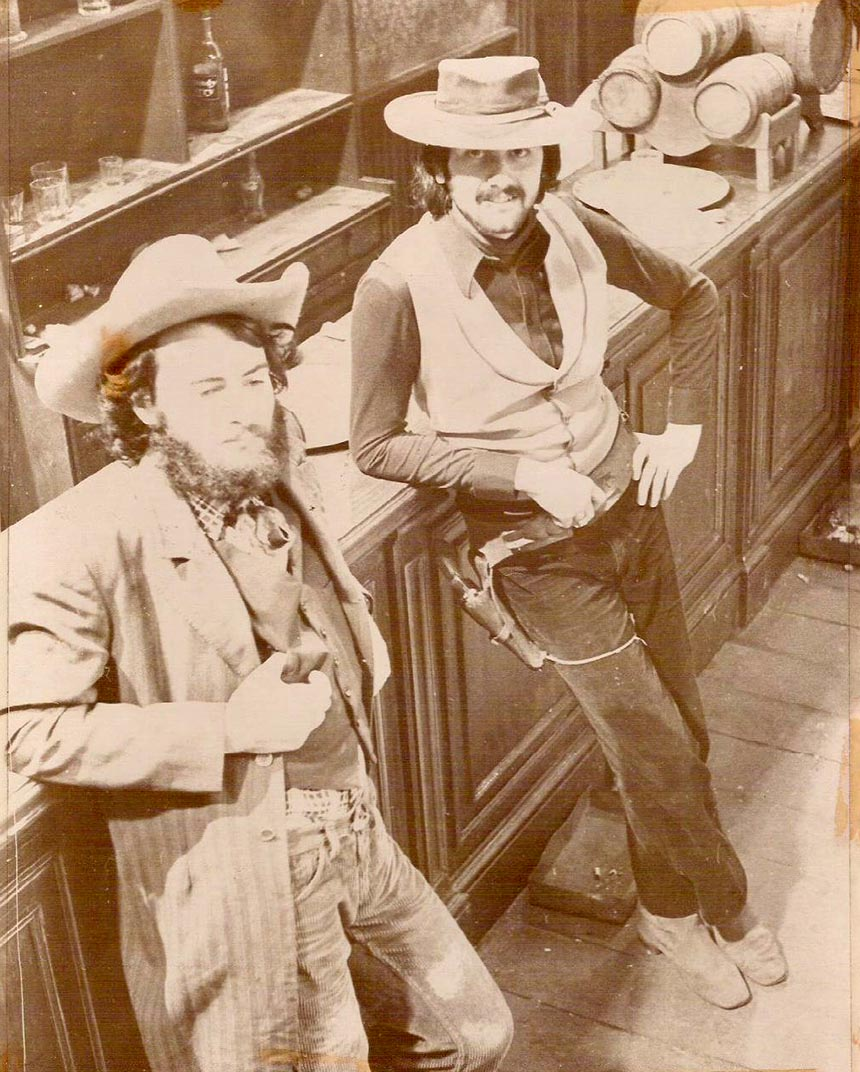
Rodatge en la Escola Oficial de Cinema, EOC. Fermín Prado i Viciano. 1973

En 1981 se celebra l'exposició Catalonian Photography. Spanish Group Exhibition, Collective Exhibition of Spanish photographers en la Galeria Camera Obscura d'Estocolm, de la qual es fa ressò la revista internacional Camera Obscura. En aquesta col·lectiva participen: Agustí Centelles, Manel Serra, Joaquim Pla Janini, Carles Fontseré, Enric Viciano, Manuel Laguillo, Lluis Casals i Joan Fontcuberta.

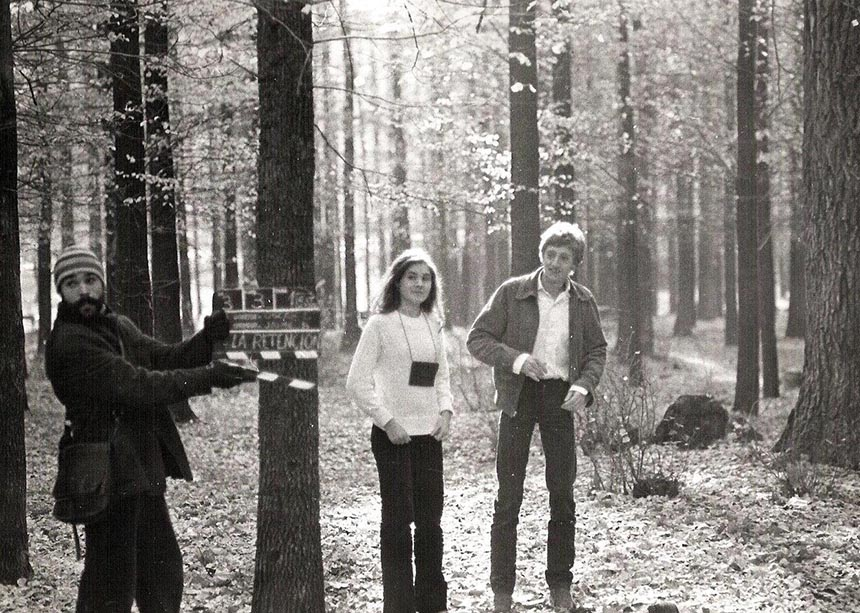
Rodatge de La retención. Antonio Resines, Manuela Camacho i Quique San Francisco

En 1982 produeix per a la Televisió de Catalunya, S.A., gravada en 2 polzades, la sèrie documental La actividad artística en la Guerra Civil Española, dirigint i signant el guió del primer episodi La fotografía de guerra. Actuaven com a cap de producció Teresa Enrich i d'operador el documentalista Llorenç Soler. Aquesta sèrie li donarà l'oportunitat d'entrevistar i conèixer a personalitats com Josep Renau, Agustí Centelles, Alfonso Sánchez Portela, Gabriel Jackson, Carles Fontseré, Romà Gubern, Rafael Alberti, Vicente Aleixandre, Camilo José Cela, José Mario Armero, Buero Vallejo, la família de Nicolás de Lekuona, Joan Fontcuberta o Basilio Martin Patino. Material que va ser cedit a la Filmoteca Espanyola (Chema Prado). Amb motiu del rodatge de la sèrie a la casa de Josep Renau, Alemanya Oriental (RDA) i dels murals en aquesta ciutat, la Stasi va requisar les càmeres i el material gravat pels tècnics de so de la RDA. Viciano va fer que el seu equip tornés a Barcelona, i va volar a Berlín per a convèncer a la policia política, que el material gravat era per a una sèrie documental sobre la guerra espanyola i no propaganda anticomunista.
En 1987 es constitueix la Societat de Foment Empresarial, S.A., amb un fons de capital risc de 5.000 milions de pessetes, inicialment gestionada a través del Banc de Crèdit Industrial. Aquest mateix any decideix invertir en la indústria audiovisual en tres subsectors: producció de cinema (Empresa IPC, S.A., el conseller delegat del qual era Enric Viciano i el secretari del Consell, l'advocat Javier Nart), producció de cinema publicitari (Tesaurus) i distribució de cinema (CINESA). Mitjançant una ampliació de capital a 100 milions de pessetes, la societat de Foment Empresarial adquireix el 30% de les accions d'IPC, la qual cosa genera un impuls considerable, i permet signar amb la incipient televisió Antena 3 (Manuel Martín Ferrand) un contracte de 500 milions de pessetes per a produir les primeres sèries de televisió. IPC condicionarà les primeres infraestructures d'estudis de producció per a televisió a Granollers amb una superfície de 2.000 metres quadrats.
En 1987 va presidir el I Simpòsium de la Producció Executiva organitzat a Barcelona per La Caixa, que va servir per a establir les línies programàtiques de les incipients televisions privades. Van assistir els principals i futurs directius de les futures cadenes, com Valerio Lazarov.
En 1989 els productors i presidents d'associacions de productors espanyols: Elías Querejeta, Luis Megino i Enric Viciano, per Catalunya, van signar amb Pilar Miró el I Conveni Nacional entre RTVE i la indústria audiovisual que regulava la contractació i adquisició de drets d'antena i emissió de la televisió pública.

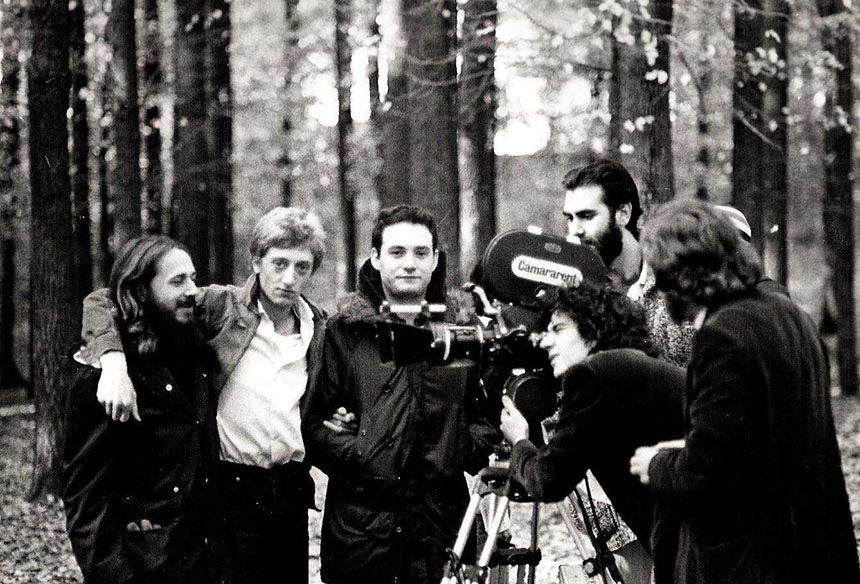
Rodatge de La retención. Juan Molina, Quique San Francisco, Polo Aledo, Enric Viciano, Oscar Ladoire, Jaime Barroso

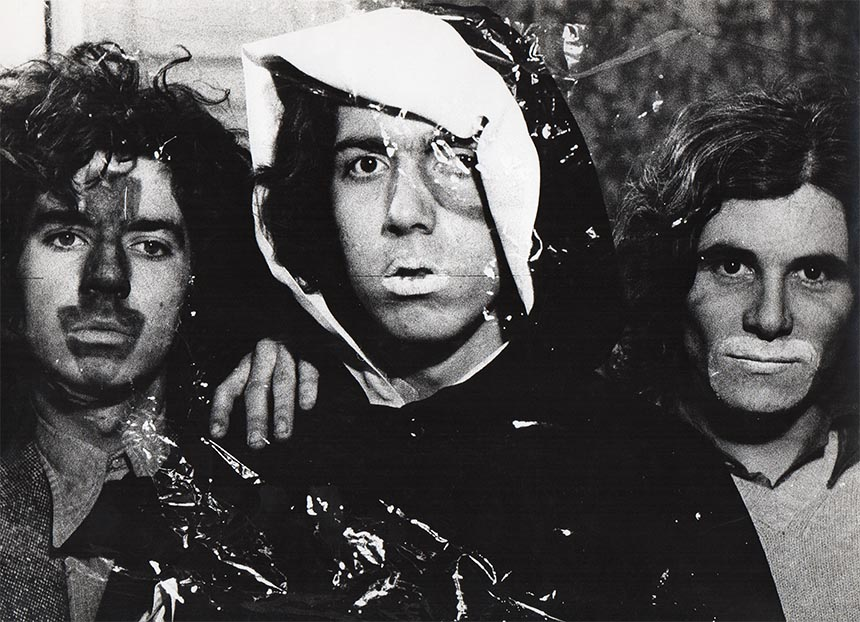
Performance. Ladoire i Trueba

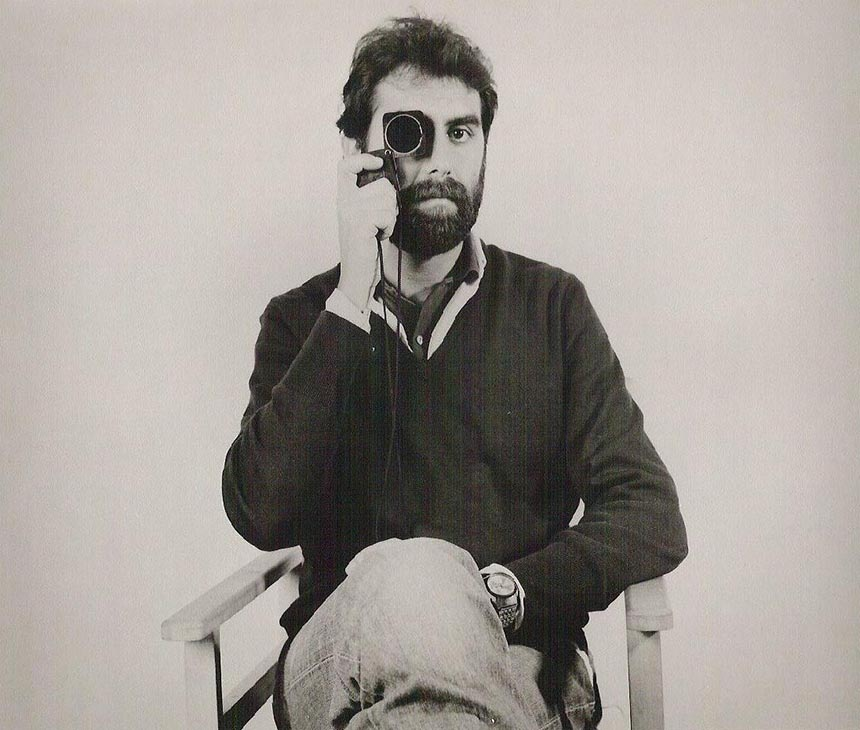
Viciano. Autoretrat. Publicat a La Vanguardia. 1979

En 1988, després de vuit anys de docència en la Facultat de Belles Arts i cinc anys com a productor executiu, entre les quals produeix: Un parell d'ous (Francesc Bellmunt, 1984), La reina del mate (Fermín Cabal, 1985), Lola(Bigas Lluna, 1985), amb Angela Molina, Patrick Bauchau, Feodor Atkine y Ariadna Gil, Laura, del cel arriba la nit(Gonzalo Herralde, 1987, amb Angela Molina, Juan Diego i Terele Pávez, amb fotografia de Javier Aguirresarobe), Sinatra, un estrany en la nit (Francesc Betriu, 1988, amb Alfredo landa i Maribel Verdú, amb fotografia de Carlos Suárez, i música de Joaquín Sabina), decideix dedicar-se de ple a la producció cinematogràfica, i en 1989, produirà tres llargmetratges: La punyalada (Jordi Grau, amb Chistian Vadim i Sophie Renoir, fotografia de Carlos Suárez), Pareja enloquecida busca madre de alquiler (Mariano Ozores, amb José Luis López Vázquez) i Si te dicen que caí… (Vicente Aranda, amb Antonio Banderas, Victoria Abril, Jorge Sanz, Javier Gurruchaga, Juan Diego Botto i Lluis Homar). Serà aquesta última pel·lícula la que aconsegueixi 7 nominacions Goya, entre elles, millor direcció, millor actor Jorge Sanz i actriu Victoria Abril protagonista, i millor guió adaptat, Premi Onda Madrid a la millor pel·lícula, Fotogramas de Plata i Premi Nacional de Catalunya a Victoria Abril, i rebrà del Ministeri de Cultura el Premi d'Especial Qualitat.
En 1995, per motius familiars, es trasllada a València on produeix diversos llargmetratges de ficció i sèries per a televisió.
En 1999 produeix per a RTVE la minisèrie El secreto de la porcelana, dirigida per Roberto Bodegas, amb guió de Juan Antonio Porto i Javier Olivares, amb Omero Antonutti, Eusebio Poncela, Sancho Gracia, Magüi Mira, Cristina Brondo, Miguel Hermoso i Mario Pardo. Sèrie que rep la nominació Princess' Award, Best Audiovisualks on Europe’s Environment en el Festival de Biarritz.

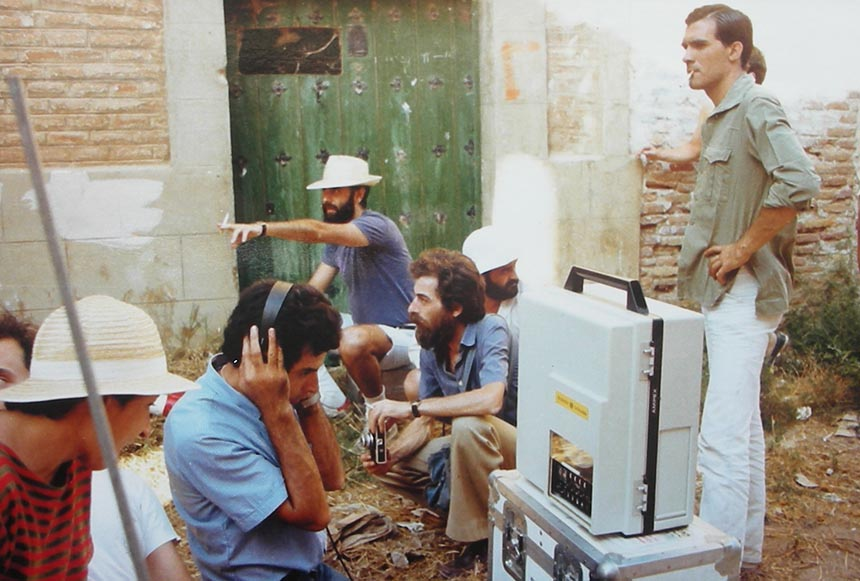
Viciano dirigint en la sèrie documental l’Activitat Artística en la Guerra Civil espanyola

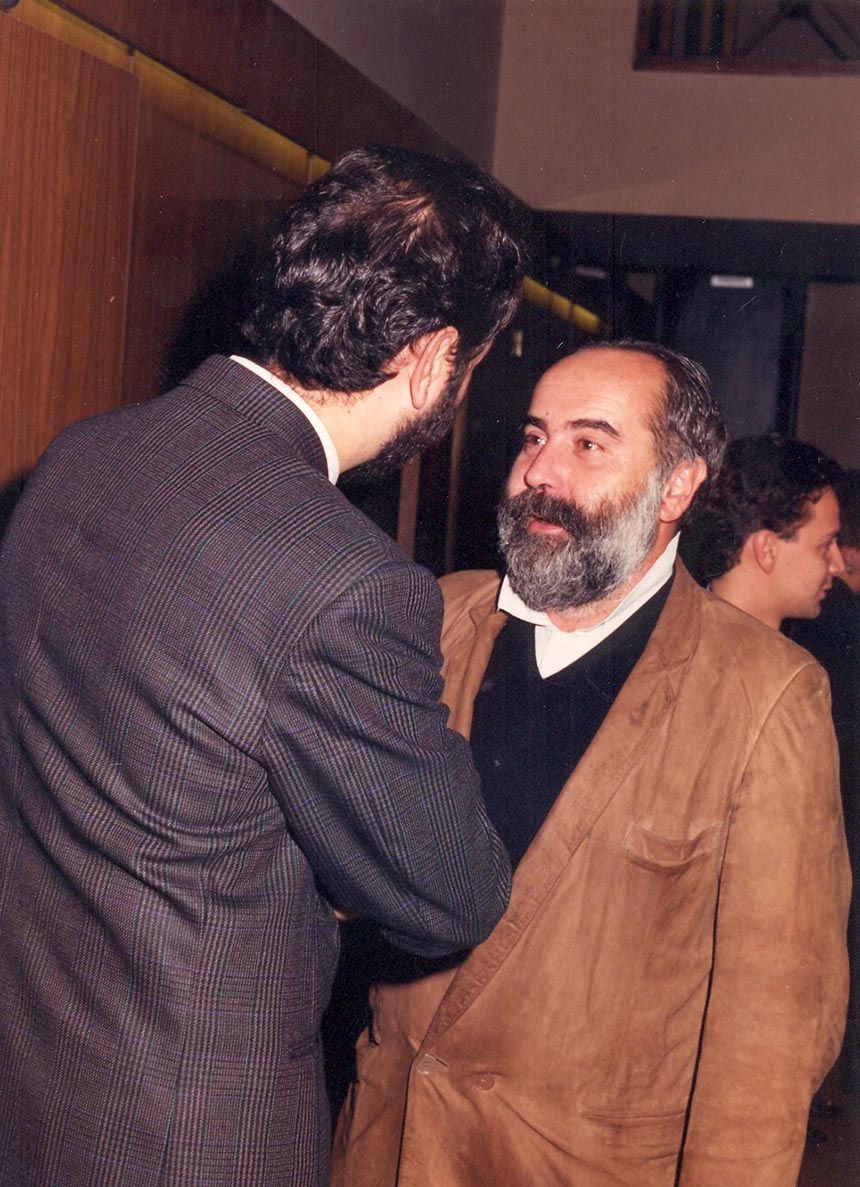
Estrena de la pel·lícula Laura, del cel arriba la nit. Viciano i Bigas Luna

En 2003 aconsegueix tancar el finançament de la producció del llargmetratge Tirante el Blanco / Tirant Lo Blanc (2006) l'interès del qual es disputen Bigas Lluna i Vicente Aranda, tots dos ja havien treballat amb Viciano. Finalment, es decanta per Vicente Aranda, donada la complexitat d'adaptar el text de Joanot Martorell. La pel·lícula, una coproducció hispà-britànica, es roda en anglès durant 17 setmanes, amb un dels pressupostos més alts del cinema espanyol, 16 milions d'euros, en localitzacions de Madrid, Barcelona, Girona, Almeria, Istanbul, Ouarzazate i Palerm, i es dissenya i reprodueix Bizanci al cinema, més de dos mil metres quadrats d'instal·lacions en Fuente del Saz de Jarama, per a attrezzo, construcció de decorats i nou vestuari. Per a això la pel·lícula compta amb alguns pesos pesants del cinema espanyol: José López Rodero (line producer i director general de producció), José Luis Alcaine (director de fotografia), Yvonne Blake (figurinista i dissenyadora de vestuari), Josep Rosell (escenografia i direcció artística), José Nieto (música), Tracey Wells (maquillatge), Alastair Widgery (so), Gilliam Hawser, Shaheen Baig i April Webster en el càsting, i comparteix la producció executiva amb Albert Martínez Martín (Future Films, Londres), Álvaro Zapata (Deaplaneta) i Gary Hamilton (Arclight Films, Los Angeles). En el repartiment: Caspar Zafer, Victoria Abril, Leonor Watling, Ingrid Rubio, Giancarlo Giannini, Jane Asher, Charlie Coix, Sid Mitchel i Esther Nubiola.

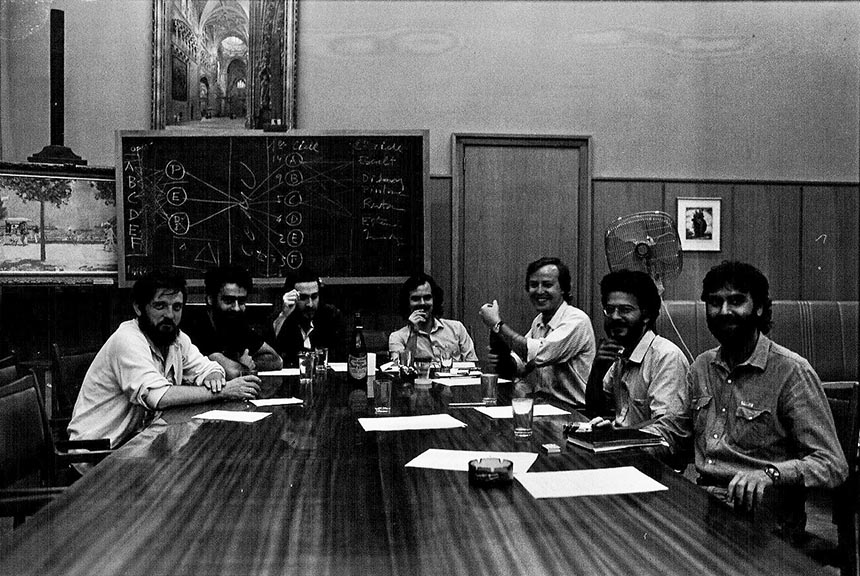
Facultat de Belles Arts. Barcelona

Des de 2008 fins a l'actualitat ve coproduint grans documentals amb Mèxic, en els quals participa a vegades RTVE, AECID i Canal 22, la qual cosa li ha permès travar relació en aquest país amb Jorge Volpi, exdirector de Canal 22 i amb els màxims exponents de Conaculta, Rafael Tovar i de Teresa i José Luis Martínez Hernández. Produeix els documentals Xavier Mina, sueños de libertad (docudrama), 2009, adaptació de “Vida de Mina” de Manuel Ortuño, dirigit per Albert Solé, conduït per Javier Nart, en el qual participen els historiadors: Jean-René Aymes, Mark Lawrence, Francisco Miranda i Isauro Rionda, i està interpretat en els principals papers per Joan Picó, Olivier Peissel, Ferrán Lahoz i Lazua Larios; Mujeres en armas (2010) dirigida per Diego Mas Trelles, amb la participació d'Aurora Bautista, Jaime Rodríguez, Valentina Fernández Vargas, Carmen Boullosa, Elena Poniatowska, Patricia Galeana, Ofelia Medina, Marta Lamas, Lourdes Somohano, Carlos Mesa Gisbert, Marcela Inch, Maria Luisa Soux, María Galindo i Enrique Ayala Mora; Generación: Buñuel, Lorca, Dalí (2018) basada en el projecte editorial “Luis Buñuel: novela”, de Max Aub, amb la participació de Federico Álvarez Arregui, Pere Portabella, Ian Gibson, Román Gubern, Jean-Claude Carriere, Juan Luis Buñuel, Paul Hammond, Joan Oleza, Aurora Díaz Canedo, José Luis Martínez-Hernández, Rodrigo Martínez-Baracs, Agustín Sánchez Vidal, José del Pujol, i els enregistraments inèdits de: Luis Buñuel, Salvador Dalí, Max Aub, Louis Aragon, Rafael Alberti, Alicia i Concha Buñuel, Francisco García Lorca, Teresa León i Ricardo Muñoz Suay; Maria Conesa. Tragèdia i modernitat de la Gatita Blanca (2019) dirigida per Isadora Guardia i María José Fuentes; José Martí. Patria, agonía y deber coescrita i dirigida per Enric Viciano amb la participació d’Ottmar Ette, Ángel Esteban del Campo, Francisco Morán, Herminio Lafoz Rabaza, Consuelo Naranjo Orovio, Antonio Santamaría García, Remedios Mataix, Alejandro González Acosta, Jesús Peris Llorca i Ryan Anthony Spangler.
En 2010 constitueix la productora Buenpaso Films, S.L.

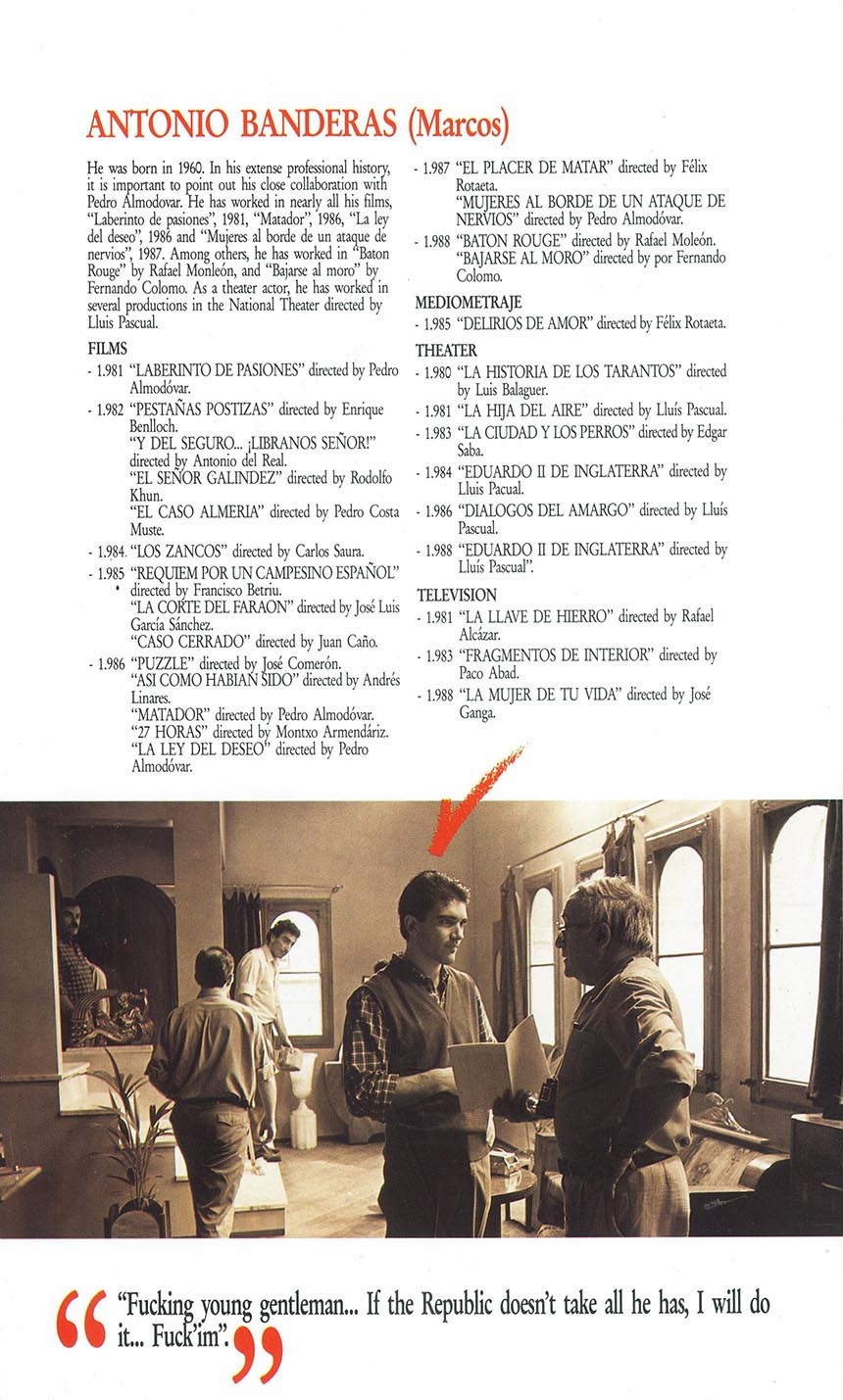
Rodatge de la pel·lícula Si te dicen que caí... Antonio Banderas i Vicente Aranda

En 2013 amb motiu de la proximitat del centenari de la Primera Guerra Mundial, va produir, va escriure i codirigir amb Rosana Pastor el docudrama El quinto jinete. Una visión de la I Guerra Mundial por Vicente Blasco Ibáñez(2014) interpretat per Juli Mira i Mireia Pérez, amb la participació de Kevin Brownlow, Patrick Stanbury, Ramón Tamames, Paul C. Smith, Christopher L. Anderson, Rafael Corbalán, Aurora Bosch, Román Gubern, Pura Fernández, Cécile Fourrel de Frettes, Gloria Llorca Blasco Ibáñez, Facundo Tomás, Joan Oleza i Rosa María Rodríguez Magda. I en aquest context commemoratiu, de l'escriptura dels nou toms de la Historia de la Guerra Europea (1914-1918) i de l'escriptura de la novel·la Los cuatro jinetes del Apocalipsis (1916), totes dues obres de Vicente Blasco Ibáñez, Enric Viciano va dirigir en 2014, l'exposició “Blasco Ibáñez, cronista de la Primera Guerra Mundial”, el congrés “Arte, literatura y cine en la Primera Guerra Mundial” i publicat en la Revista de Estudios Blasco Ibáñez, anual i bilingüe, números 3 i 4, les ponències 'El fenómeno de los cuatro jinetes del Apocalipsis' i 'Blasco Ibáñez, cronista de la Primera Guerra Mundial', havent conferenciat les mateixes en diferents centres com a UIMP, Casa Museu Blasco Ibáñez, Institut Français, Acadèmia de Cinema d'Espanya, o les universitats nord-americanes d’UCLA, Tulsa (Oklahoma), Bats College (Maine), BMCC (Nova York).

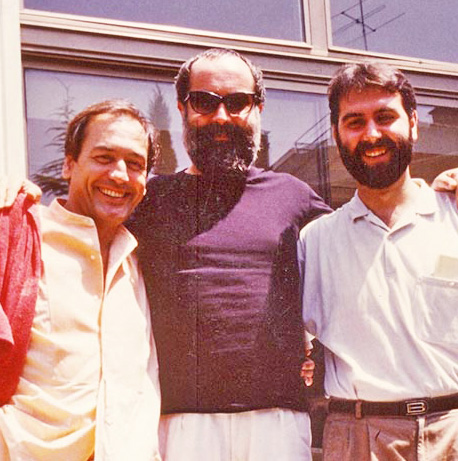
Rodatge de la pel·lícula Lola. Patrick Bauchau, Bigas Luna i Viciano

Ha produït destacats llargmetratges, alguns d'ells basats en obres de la literatura catalana que han estat dirigits per coneguts cineastes espanyols: Laura, del cielo llega la noche (basat en la novel·la homònima de Miquel Llor de 1931, Laura a la ciutat dels Sants), dirigida per Gonzalo Herralde en 1987; Sinatra, un extraño en la noche (basada en la novel·la de Raúl Núñez, 1984) dirigida per Francesc Betriu en 1988; Si te dicen que caí… (basada en la novel·la de Juan Marsé, 1973) dirigida per Vicente Aranda en 1989; La Punyalada (basada en la novel·la de Marià Vayreda, 1904) dirigida per Jordi Grau en 1989; El secreto de la porcelana (basada en la novel·la Els Secrets de Meissen (Josep Palomero, 1993) dirigida per Roberto Bodegas en 1998; o Tirant lo Blanch – The Maiden’s Conspiracy, també titulada a Espanya Tirante el Blanco, o Tirant lo Blanc (basada en la novel·la de Joanot Martorell), amb guió i direcció de Vicente Aranda en 2006.

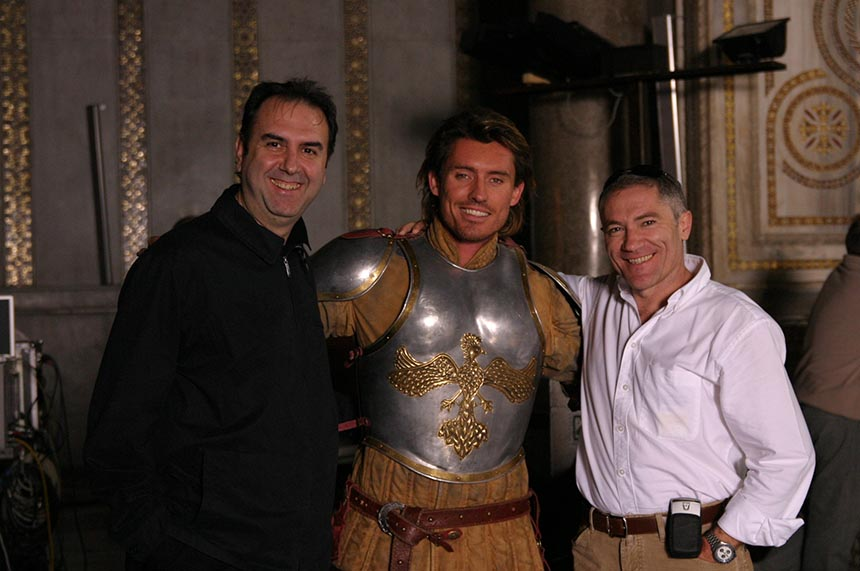
Rodatge de la pel·lícula Tirant lo Blanch. Viciano, Caspar Zafer i Alvaro Zapata

A partir de 2018 s'inicia en la producció de sèries d'animació amb Croco Doc, 26 x 7’, amb públic objectiu de 4 a 7 anys (www.crocodoc.tv).

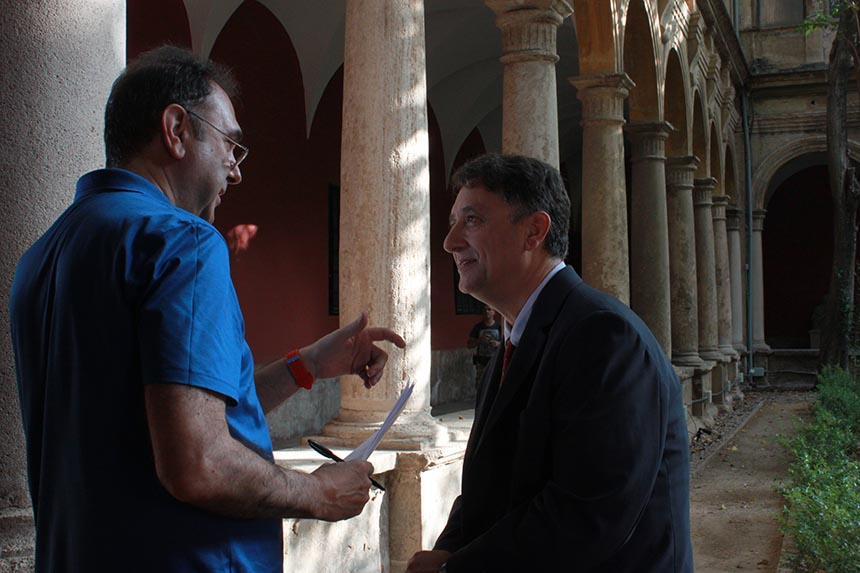
Rodatge d’El cinquè genet. Viciano dirigix a Rafael Corbalán

Ha rebut el Premi Nacional de Cinematografia de Catalunya en tres ocasions a la millor Pel·lícula per Lola dirigida per Bigas Lluna (1985), per Sinatra dirigida per Francesc Betriu (1988) i per La punyalada dirigida per Jordi Grau (1989). I ha rebut el Premi Especial Qualitat del Ministeri de Cultura en tres ocasions per les pel·lícules Lola de Bigas Lluna, Laura, del cielo llega la noche de Gonzalo Herralde i Sinatra de Francesc Betriu.

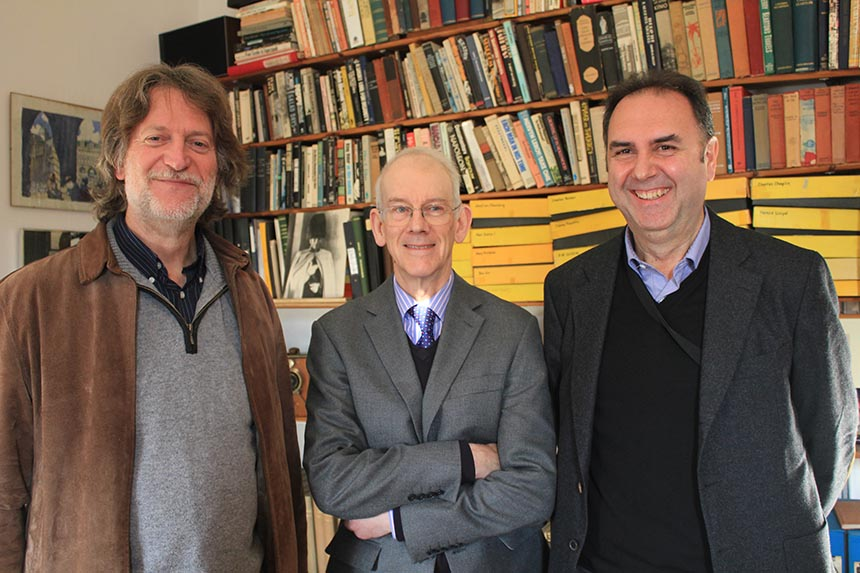
Rodatge d’El cinquè genet. Londres. Patrick Stanbury, Kevin Brownlow i Enric Viciano

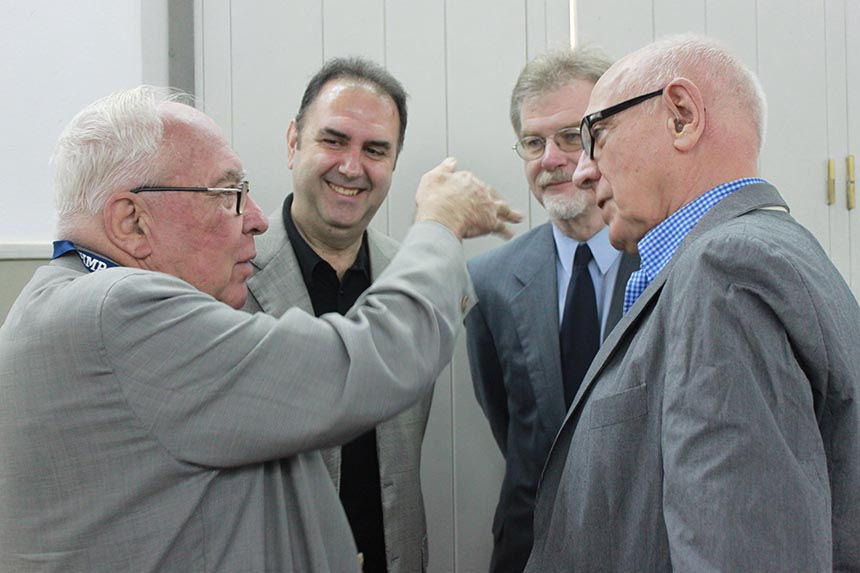
Rodatge d’El cinquè genet. Romà Gubern, Enric Viciano, Chris Anderson i Paul Smith

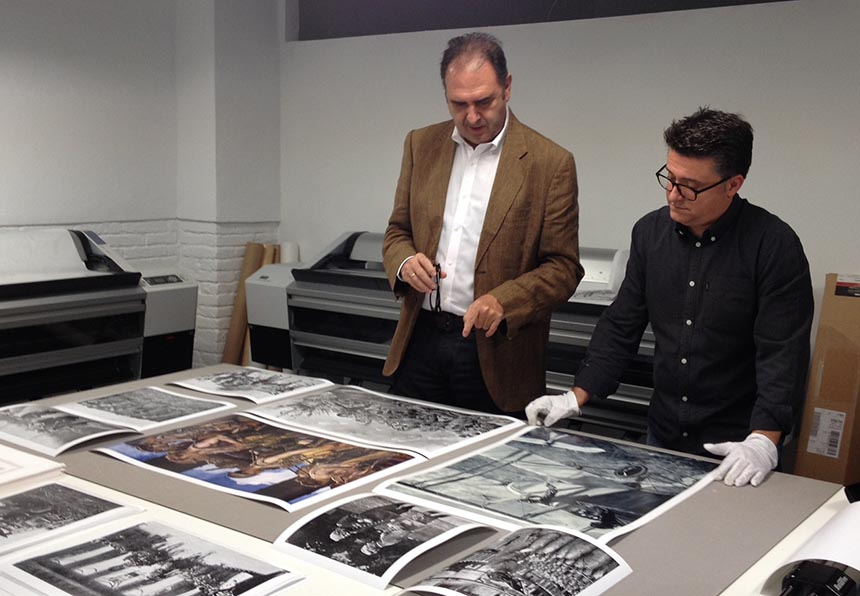
Exposició sobre la I Guerra Mundial. Viciano selecciona les imatges amb el fotògraf Paco Mora

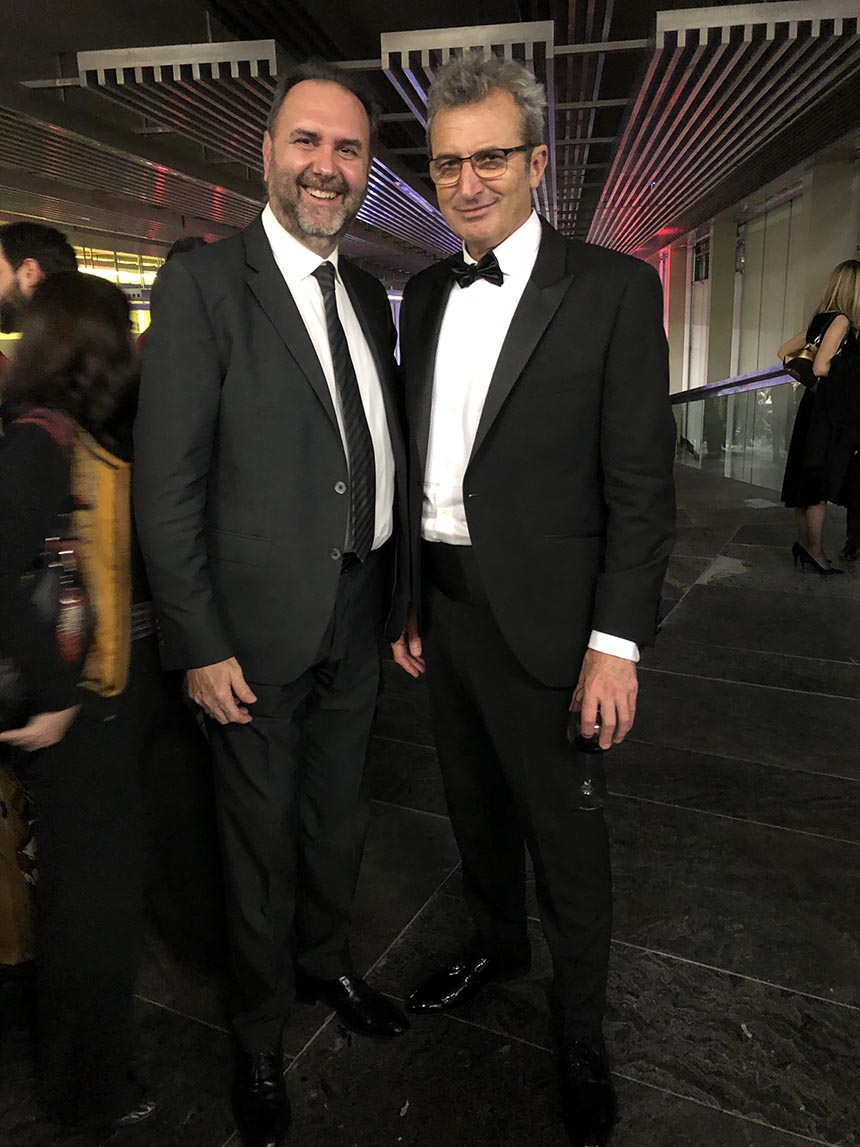
Viciano i Mariano Barroso, president de la Acadèmia de Cinema. Premis Goya 2020

És membre de l’Acadèmia de Cinema d'Espanya des de 1987, any de la seva fundació, avalat el seu ingrés pels productors Alfredo Matas (La vaquilla i El crimen de Cuenca) i Carles Durán (La muchacha de las bragas de oro,Tiempo de silencio o Asesinato en el Comité Central). Membre de la Junta directiva de FAPAE (1996-1998), membre d’EGEDA i SGAE, i President de l’Associació de Productors Cinematogràfics Independents de Catalunya. (1989-1990). En 2016 es constitueix PRODIGA (Productors/es, Directors/es, Guionistes, Associats/es) de la qual és president. És CEO de la productora espanyola Buenpaso Films des de 2010.

## Filmografía parcial

### Com a productor
- 2022. José Martí. Pàtria, agonia i deure. Documental. Director Enric Viciano. En coproducció amb RTVE, Perro Rojo Films (Mèxic) i la col·laboració del CEM, Centre de Estudis Martians e ICAIC, Institut Cubà d’Art i Industria Cinematogràfics.
- 2021. Croco Doc. Sèrie d’animació, target 4 a 7 anys, 26 x 7’. En coproducció amb RTVE, Croco Doc AIE, Buenpaso Films i Nuts Ideas. Amb la participació d’À Punt Media i la col·laboració de l’AEP, Associació Espanyola de Pediatria. Direcció creativa Michele Ampollini. Direcció Paola Tejera.
- 2019. El enigma Conesa. Tragèdia i modernitat de la Gatita Blanca. Documental. Dirigit per Isadora Guardia i María José Fuentes.
- 2019. Domòtica. Curtmetratge ficció. Terror. Director Javier Balaguer.
- 2018. Va passar ací. 78 històries agrupades en 13 episodis de 30 minuts cadascun, baix llicència de Visiona TV. Èxit d'audiència en À Punt Mèdia.
- 2018. Colps de puny. Curtmetratge ficció. Director Albert Montón. Qualificada per l'ICAA com Especialment Recomanada per al Foment de la Igualtat de Gènere.
- 2017. De púrpura y escarlata. Llargmetratge. Thriller. Director Juanra Fernández.
- 2016. Generación: Buñuel, Lorca Dalí. Llargmetratge documental. Codirectors, Albert Montón i Javier Espada.
- 2014. El quinto jinete. Una visión de la Primera Guerra Mundial por Vicente Blasco Ibáñez. Llargmetratge documental. Codirigida per Rosana Pastor i Enrique Viciano.
- 2010. Mujeres en armas. Director Diego Mas Trelles. Llargmetratge documental.
- 2009. Xavier Mina, sueños de libertad. Director Albert Solé. Docudrama.
- 2006. Tirant lo Blanc. Director: Vicente Aranda. Llargmetratge.
- 2004. Vivir sin miedo. Director: Carlos Pérez Ferré. Llargmetratge.
- 2004. Las hijas de Mohamed. Directora: Sílvia Munt. Llargmetratge.
- 2001. El tigre de Siberia. Llargmetratge documental. Director Juan Manuel Chuliá.
- 1999. De Valencia a Santiago de Compostela. Sèrie documental 6 x 30’. Director Vicente Tamarit.
- 1999. El secreto de la porcelana. Director: Roberto Bodegas. Mini serie.
- 1996. Best-Seller, el premio. Director: Carlos Pérez Ferré. Llargmetratge.
- 1995. Valencians que fan història. Sèrie documental de 13 x 30’. Diversos directors. Sèrie coordinada per Joan Francesc Mira. Guions: Ibn-Al-Abbar per Jesús Huguet; Sant Vicent Ferrer per Vicent Josep Escartí; Ausiàs March per Ferrán Estellés; Lluis de Santàngel per Ferrán García Oliver; Josep Cavanilles i Marqués de Campo per Josep Palomero; Jordi Joan i Santacilia i Francesc Tárrega Vicent Pallarés; Joaquim Sorolla per Josep Lozano; Carles Arniches per Josep Franco; María Conesa i Josep Renau per Emili Piera; Joaquín Rodrigo per Blás Cortés.
- 1995. Walkie-Fucking-Talkie. Director: Enrique Viciano. Curtmetratge.
- 1990. Oro verde. Serie ficció per Antena 3. Director Miquel Iglesias Bons.
- 1989. Pareja enloquecida busca madre de alquiler. Director Mariano Ozores. Llargmetratge.
- 1989. La punyalada. Director: Jordi Grau. Llargmetratge.
- 1989. Si te dicen que caí. Director: Vicente Aranda. Llargmetratge.
- 1988. Sinatra. Director: Paco Betriu. Llargmetratge.
- 1987. Laura, a la ciutat dels sants. Director: Gonzalo Herralde. Llargmetratge.
- 1985. Karnabal. Llargmetratge ficció. Director Carles Mira.
- 1985. La reina del mate. Llargmetratge ficció. Director Fermín Cabal.
- 1985. Lola. Director: Bigas Luna. Llargmetratge.
- 1984. Un parell d'ous. Director: Francesc Bellmunt. Llargmetratge.
- 1982. L'activitat artística durant la Guerra Civil espanyola. Sèrie documental per TVC. Diversos directors. Produeix, escriu i dirigeix l'episodi primer “La fotografia de guerra” en la qual participen: Josep Renau, Agustí Centelles, Gabriel Jackson, Romà Gubern, Rafael Alberti, José Mario Armero, El Gran Alfonso, Joan Fontcuberta i la família de Nikolas de Lekuona.

### Com a guionista
- 2021. José Martí. Pàtria, agonia i deure. Llargmetratge documental.
- 2017. De Púrpura y Escarlata. Llargmetratge. Thriller. Director Juanra Fernández.
- 2016. Generación: Buñuel, Lorca Dalí. Llargmetratge documental.
- 2014. El quinto jinete. Una visión de la Primera Guerra Mundial por Vicente Blasco Ibáñez. Llargmetratge documental.
- 2010. Mujeres en armas. Director Diego Más Trelles. Llargmetratge documental.
- 1995. Walkie-Fucking-Talkie. Director Enrique Viciano. Curtmetratge. Comèdia.
- 1995. Valencians que fan historia. Varios directores. Serie documental.
- 1989. La punyalada. Director: Jordi Grau. Llargmetratge. Adaptación.
- 1987. Laura, del cielo llega la noche. Director Gonzalo Herralde. Llargmetratge. Adaptación.
- 1985. Lola. Llargmetratge. Director Bigas Luna.
- 1982. La actividad artística durante la Guerra Civil española. Diversos directors. Sèrie. Episodi La fotografía de guerra.

### Com a director
- 2021. José Martí. Pàtria, agonia i deure. Llargmetratge documental.
- 2014. El quinto jinete. Una visión de la Primera Guerra Mundial por Vicente Blasco Ibáñez.. Llargmetratge documental.
- 1995. Walkie-Fucking-Talkie. Curtmetratge. Comèdia.
- 1995. Valencians que fan història. Serie documental. Director de los episodios 'Josep Renau', 'María Conesa', 'La Gatita Blanca' i 'Jordi, Joan i Santacilia'
- 1982. La actividad artística durante la Guerra Civil Española. Sèrie documental. Director de l'episodi 'La fotografía de guerra'
- 1979. La Barcelona turística. Documental.